# Пролив Хинлопена

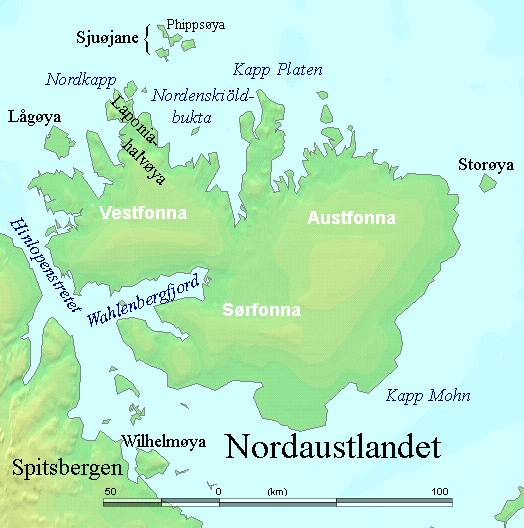
Хинлопен на карте

Пролив Хинлопена (норв. Hinlopenstretet) — пролив в Северном Ледовитом океане, в норвежском архипелаге Шпицберген. Разделяет острова Северо-Восточная Земля и Западный Шпицберген. Имеет длину около 150 км при ширине от 10 до 60 км. Глубины меняются в среднем от 150 м на севере до 100 м — на юге. В проливе расположены несколько небольших островов. Покрыт паковым льдом.
Был назван по имени голландского купца, торговца мехами Теймена Якобца Хинлопена.